# توانگرسالاری
زرسالاری
یا پلوتوکراسی (به انگلیسی: Plutocracy) نظام مردم‌سالارانه‌‌ای است که در آن قدرت در دست ثروتمندان قرار می‌گیرد.گزنفون در یکی از آثارش این نام را به کار برده و منظور از آن حکومتی مانندِ الیگارشی افلاطون است.
واژهٔ پلوتوکراسی از واژهٔ یونانی «پلوتوس» به معنای «ثروت» می‌آید و منظور از آن سروری مستقیم یا غیرمستقیم یک اقلیّت ثروتمند و بهره‌مند بر دیگر افرادِ ملّت است.